# Eleanor Thom
Eleanor Thom (Londra, 1979) è una scrittrice scozzese.
Sebbene nata in Inghilterra, si considera totalmente scozzese, dato che i suoi genitori discendono da rom scozzesi stabilitisi a Elgin nel Moray tra gli anni 1920 e 1950. Ha raccontato la loro storia nel suo primo libro, intitolato The Tin-Kin, che ha vinto il Premio Scottish First Book of the Year nel 2009.
Nel 2008 le è stato conferito il Robert Louis Stevenson Fellowship per aver iniziato a scrivere un suo secondo romanzo.